# Chennevières-sur-Marne
Chennevières-sur-Marne là một xã ở ngoại ô phía đông nam của Paris, Pháp. Nó nằm cách 14,7 km (9,1 mi) tình từ trung tâm của Paris.